# Roscaderos (tauromaquia)

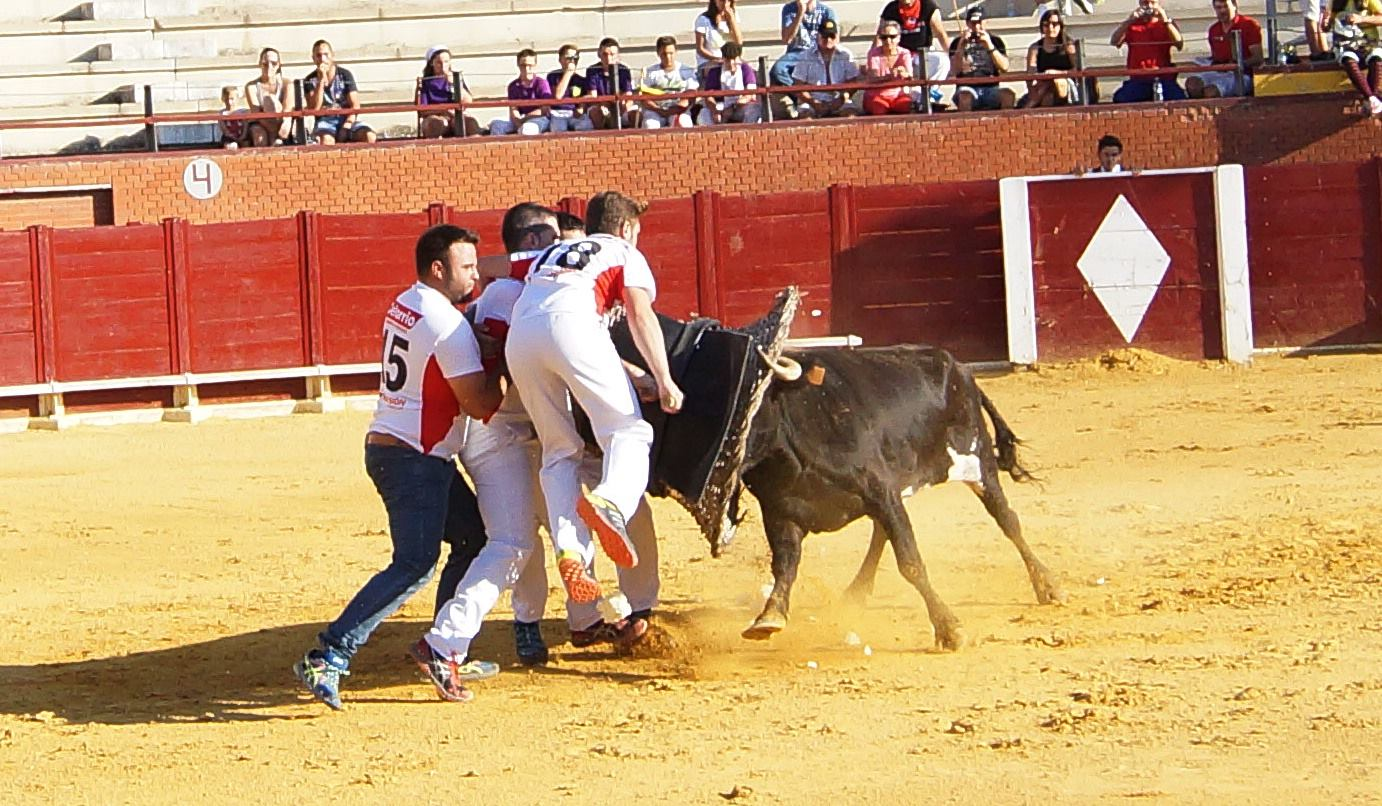

La suerte del roscadero es un tipo de tienta llevada a cabo por una cuadrilla que se defiende de las acometidas del toro o vaquilla con la única ayuda de un roscadero.
La herramienta utilizada en esta suerte es un cesto de mimbre fabricado a mano por artesanos que cultivan su propia mimbre. El mimbre se puede podar a partir de los 6 años de edad, de diciembre a febrero y en luna menguante para posteriormente fabricar el roscadero.
Se trata de una suerte de lidia que tiene su origen en la zona de la Ribera del Ebro enAragón y que posteriormente también se introdujo en otras zonas como la comarca de las Cinco Villas e incluso se sabe que en Navarra también se llegó a tentar con el roscadero.[cita requerida] Tiene por objeto tentar la bravura de las reses sin causarles daño alguno. Si la res se hace daño al embestir, probablemente ya no embista al cesto durante el tiempo restante a los 3 minutos. El roscadero utilizado es un cesto de mimbre donde la res debe meter la cabeza y el objetivo de la cuadrilla es aguantar las embestidas de la res, que  es la auténtica protagonista de la fiesta.

## Concursos de roscaderos
La cuadrilla consta de cinco personas, de las cuales cuatro llevan el cesto y uno es el citador. Hay dos círculos concéntricos marcados en blanco en la plaza, uno más grande y otro más pequeño. Las normas principales son que la cuadrilla no puede salir del círculo pequeño y la vaquilla tiene que entrar, embestir en el roscadero y salir del círculo grande.
El citador tiene 3 minutos para que la vaquilla entre al círculo, embista en el roscadero y salga del círculo grande. Esto debe hacerlo todas las veces posibles, y se contarán el número de entradas.
Al presentarse varias cuadrillas ganará la cuadrilla que más entradas consiga. La temporada viene a ser desde abril hasta octubre, siendo en el verano y a finales de este cuando más concursos hay, acabando la temporada con la cita más importante para cualquier roscaderista, el tradicional concurso de roscaderos de la feria del Pilar.
Entre las ganaderías más famosas para este tipo de suerte se encuentra la prestigiosa ganadería de los Hermanos Marcén de Villanueva de Gállego, famosa por su noble casta, sus hechuras y su dureza en las embestidas. También está la ganadería de los Hermanos Ozcoz, temida por la agilidad de las reses para buscarle las "cosquillas" a la cuadrilla, siendo menos nobles pero muy nerviosas . Otra famosa ganadería es la de Don José Arriazu e Hijos, de Ablitas (Navarra) distintiva por su casta navarra, sus numerosas cabezas y sus grandes hechuras, reses poco intuitivas, difícil saber lo que van a hacer cuando saltan al ruedo, pero que cuando se acercan al roscadero se chocan literalmente con él.